# Donkere landplatworm
De donkere landplatworm (Microplana terrestris) is een platworm (Platyhelminthes). De worm is tweeslachtig. De soort leeft op het land, nabij zoet water of onder andere vochtige omstandigheden, zoals onder rottend hout in de schaduw. Het geslacht Microplana, waarin de platworm wordt geplaatst, wordt tot de familie Geoplanidae gerekend. De wetenschappelijke naam van de soort werd voor het eerst geldig gepubliceerd in 1773 door Müller.
Microplana terrestris is een kleine inheemse landplatworm (1-3,5 cm), grijs tot zwart met een witte kruipzool. De kop is stomp afgerond, zonder duidelijke ogen. Van oorsprong in West-Europa voorkomend. Lijkt in Nederland niet zeldzaam in vrij vochtige biotopen, verspreid over het land.